# Письменники-екзофони
Ця стаття є переліком письменників-екзофонів, тобто письменників, які писали свої твори мовою, що не є їхньою рідною. Сам термін "екзофон" є неусталеним неологізмом. Для характеристики означеного явища також застосовують терміни "білінгв", "полілінгв", "транслінгв".

## Письменники-екзофони іноземних літератур
- Джозеф Конрад, англійський письменник що народився в Польщі й вивчив англійську в зрілому віці
- Айн Ренд, американська письменниця що народилася в Росії й вивчила англійську в зрілому віці
- Мераб Мамардашвілі, російський письменник, що народився в Грузії й вивчив російську в зрілому віці
- Володимир Набоков, російський та американський письменник, що народився в Росії та вивчив англійську в зрілому віці
- Еміль Чоран, французький філософ, що народився в Румунії й вивчив французьку в зрілому віці
- Джек Керуак, американський письменник, що народився в Франко-Канаді й вивчив англійську в зрілому віці
- Мілан Кундера, чеський та французький письменник, що народився в Чехії й вивчив французьку в зрілому віці
- Том Стоппард, англійський драматург, що народився в Чехії й вивчив англійську в зрілому віці
- Томас Стернз Еліот, американський та французький письменник, що народився в США й вивчив французьку в зрілому віці
- Вольтер, французький та англійський філософ, що народився у Франції й вивчив англійську в зрілому віці
- Йосип Бродський, російський та американський письменник, що народився в Росії та вивчив англійську в зрілому віці

## Письменники-екзофони української літератури
- Дорж Бату, український письменник, що народився в Росії й рідними мовами якого є бурятська та російська мови, а українську він вивчив в зрілому віці
- Кармен Фернанда Альфонса Естрелла Наталена Дунін-Борковська, українська письменниця, що народилася в Іспанії  й рідна мова якої є іспанська, а українську вона вивчила в зрілому віці
- Ерцгерцог Вільгельм Франц Йозеф Карл фон Габсбурґ-Лотаринзький, український письменник, що народився в Хорватії й рідна мова якого є італійська та німецька мови, а українську він вивчив в зрілому віці
- Патриція Килина, українська та американська письменниця, що народилася в США й рідна мова якої є англійська, а українську вона вивчила в зрілому віці

До письменників-екзофонів української літератури традиційно зараховують також Марко Вовчок, хоча частина дослідників вважає, що насправді всі україномовні твори під псевдо Марко Вовчок написав перший чоловік Марії Вілінської український письменник Опанас Маркович, а сама Вілінська написала під псевдонімом Марко Вовчок лише свої російськомовні твори.